# Travis Simms
Travis Simms (ur. 1 maja 1971 w Norwalk) – amerykański bokser, były dwukrotny zawodowy mistrz świata organizacji WBA w kategorii lekkośredniej (do 154 funtów).
Zawodową karierę bokserską rozpoczął w 1998 roku. W grudniu 2003 roku znokautował w piątej rundzie Alejandro Garcię i zdobył tytuł mistrza świata organizacji WBA. Dziesięć miesięcy później, w jedynej walce jaką stoczył w 2004 roku, pokonał na punkty byłego mistrza świata WBO, Bronco McKarta.
Po tej walce Simms miał dwa lata przerwy w boksowaniu, ponieważ wytoczył przeciwko organizacji WBA proces o to, że ta nie chce uznać jego pełnych praw do tytułu (w tym czasie status tzw. Super mistrza posiadał Ronald Wright). W konsekwencji WBA odebrała Simmsowi pas mistrzowski, a w 2006 roku ostatecznie nadała mu tytuł Champion in Recess, podczas gdy „właściwym” mistrzem był Jose Antonio Rivera.
Ostatecznie 6 stycznia 2007 roku doszło do pojedynku między tymi dwoma pięściarzami. Simms zwyciężył przez techniczny nokaut w dziewiątej rundzie, wcześniej posyłając dwukrotnie Riverę na deski. Dzięki temu sukcesowi został w końcu pełnoprawnym mistrzem świata organizacji WBA.
Jednak już w następnej walce, 7 lipca 2007 roku, stracił swój tytuł, przegrywając na punkty z Joachimem Alcine (wcześniej w dziewiątej rundzie był liczony). Na ring powrócił trzynaście miesięcy później, pokonując na punkty słabego Mike'a McFaila. Kolejną walkę stoczył dopiero 20 czerwca 2009 roku, pokonując przez techniczny nokaut w trzeciej rundzie Marcusa Lucka. Po tej walce ogłosił zakończenie kariery bokserskiej.
W listopadzie 2009 roku został członkiem rady miasta Norwalk. W czerwcu 2014 roku powrócił na ring pokonując na punkty w sześciorundowej walce Jessa Noriegę.